# Ezequiel Esteban Luna
Ezequiel Esteban Luna Silva (Villa Gobernador Galvez, Provincia de Santa Fe, Argentina, 19 de noviembre de 1986) es un futbolista argentino. Juega de defensa y actualmente se desempeña en Concón National de la Segunda División de Chile.
Cabe mencionar que es yerno del exfutbolista y defensa Víctor Molina quien fuera también su compañero en Tiro Federal. Además en 2015 fue elegido por los hinchas de Atlético Tucumán como parte del "11 ideal histórico" de aquel club.
Durante su época de colegio coincidió con Lionel Messi con quien fue compañero y amigo en aquel entonces para luego pasar a enfrentarse en la Liga Española además de reencontrarse en la concentración de la Selección de fútbol de Argentina en la Copa América 2015 realizada en Chile. También en su vida personal es creyente del Cristianismo Evangélico conversando en variadas ocasiones sobre su experiencia con Cristo en diferentes medios especializados en la materia recibiendo de allí su apodo de "Misionero".

## Trayectoria
Nacido en Villa Gobernador Galvez comenzó jugando de pequeño en el Unión Álvarez que se encontraba a 40 kilómetros de su casa, donde permanecería por un año para después pasar al Coronel Aguirre. Ya a los quince años lo invitaron a probarse a las divisiones inferiores de Tiro Federal de Rosario donde llegó a debutar como profesional a los 17 años de la mano de Jorge Solari quien según sus propias palabras sería el técnico que más lo marcaría en su carrera.
Con el club rosarino sería parte del ascenso a la máxima división del fútbol argentino, categoría en la que jugaría de manera regular durante un año ya que su club descendería finalizada la temporada. Su tercer año estaría marcada por dificultades llegando a ser separado del primer equipo pasando a trabajar en bodegas alejado del fútbol, debido a esta situación pasó a préstamo al Atlético Tucumán de aquel entonces el Torneo Argentino A, a pedido de su extécnico Jorge Solari, donde fue una de las piezas importantes en el título y ascenso que obtendrían al finalizar el torneo.

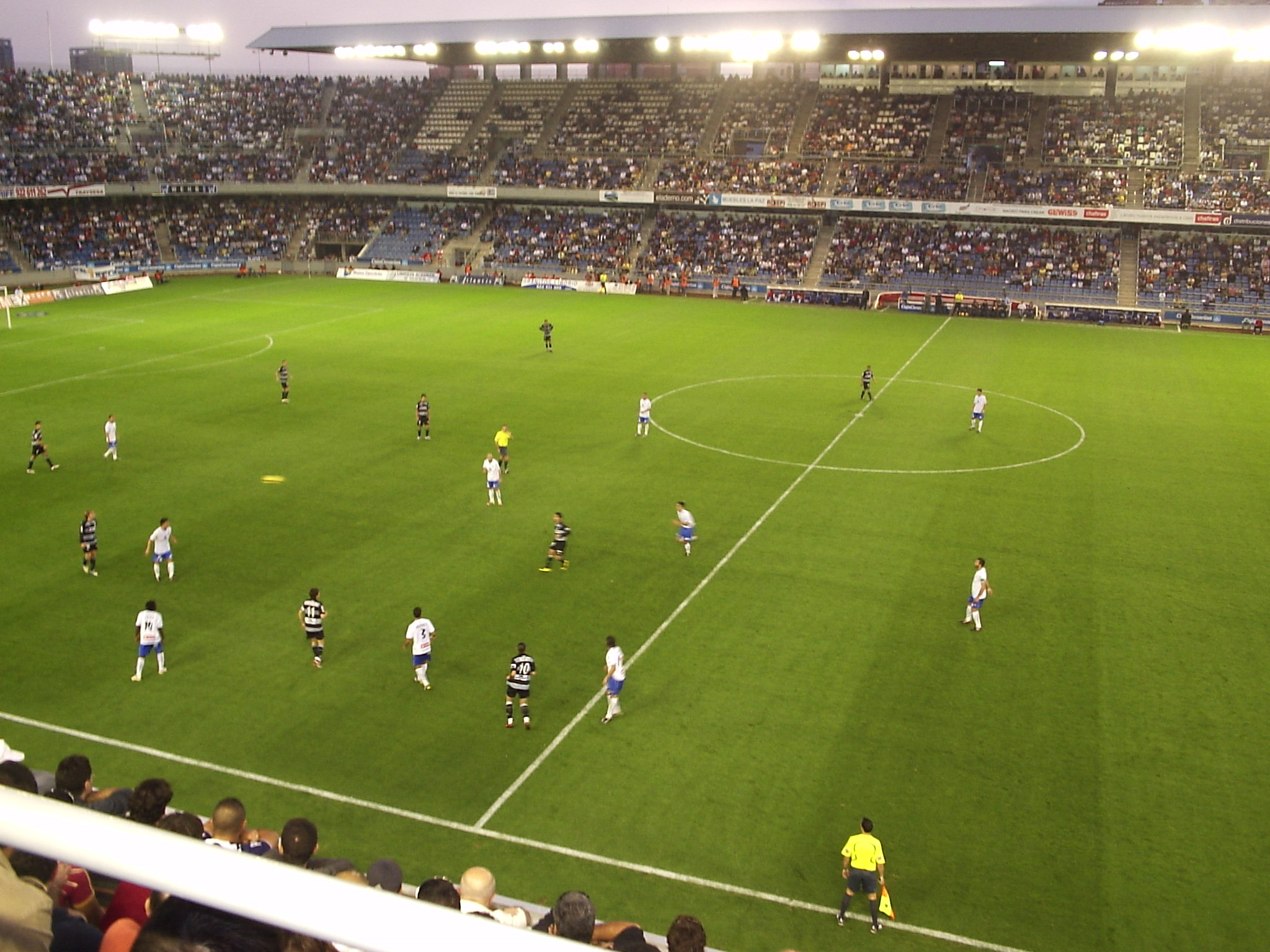
Ezequiel en la mitad de la cancha inferior derecha durante un partido del CD Tenerife frente a la Real Sociedad durante 2008.

Finalizado su préstamo con Atlético Tucumán partiría al extranjero, nuevamente en calidad de préstamo, fichando por el CD Tenerife de España. Con los españoles volvería a ser clave en la defensa, siendo comparado con el medallista olímpico Pablo Paz, obteniendo un nuevo ascenso, esta vez a la Primera División de ese país. Luego del ascenso tendría que volver a Tiro Federal pero el equipo español haría efectiva una opción de compra que poseía por 800.000 euros teniendo un nuevo contrato por cuatro años.
Ya en la máxima división española jugaría como titular la mayor parte de la temporada pero su club descendería. Su tercera temporada a nivel colectivo nuevamente sería mala debido a un nuevo descenso para luego permanecer seis meses en la Segunda División B de España donde solo llegaría a jugar dos partidos marcando su fin en tierras europeas. Pese a los malos desempeños colectivos en las últimas temporadas, se ganó el cariño de los hinchas llegando a ser capitán y mencionando en algunas oportunidades que le gustaría volver a jugar por aquel club.
Al no poder jugar en el CD Tenerife a comienzos del 2012 rescendiría su contrato e iría a Ecuador para firmar por una temporada por el Liga Deportiva Universitaria de Quito. Con el conjunto blanco tomaría rápidamente la titularidad pero una lesión lo dejaría fuera en los últimos partidos de aquel torneo lo cual haría que lo descartaran de los capitalinos al finalizar su contrato.
Como jugador libre a comienzos de 2013 acordaría todo para fichar por Everton de Viña del Mar, de Chile, pero sería desechado a último momento fichando por el archirrival de aquel club, el Santiago Wanderers de Valparaíso como reemplazo del lesionado Agustín Parra. Pese a llegar en un comienzo por solo cuatro meses, su gran rendimiento llevaría al club porteño a renovarle, teniendo como hito destacable el segundo lugar obtenido con los porteños durante el Apertura 2014 empezando a ser destacado como uno de los mejores defensas del fútbol chileno. La temporada siguiente por primera vez jugaría una competición internacional, la Copa Sudamericana 2015, pero a mediados del siguiente año sería el fin de su relación con los caturros después de 123 partidos y 3 goles, debido a que estos pasarían por problemas económicos pese a que aún tenía contrato vigente.
A mediados de 2016 ficharía por Palestino también de la liga chilena, llegando a reforzar al club para la Copa Sudamericana 2016 donde tendrían una notable campaña alcanzando los cuarto de final de esa competencia, a fines de este año también tendría un significante viaje a Palestina donde enfrentaría a la selección local. También durante el paso por los árabes llamaría la atención que al enfrentar a su exclub, Santiago Wanderers, posaría en la fotografía de los equipos junto a los porteños. Su vínculo con los tetra colores finalizaría a mediados de 2017 después de jugar una temporada con ellos, luego de esto, volvería al Santiago Wanderers como primer refuerzo para el Transición 2017, pese a que los árabes aún lo querían con ellos. 
Ahora con los porteños nuevamente sería pieza importante del once inicial y del plantel siendo el capitán del equipo caturro durante la temporada además de clave en la obtención de la Copa Chile 2017. Finalizada la temporada 2017 viviría un descenso con Santiago Wanderers tras perder vía penales la Promoción pero permanecería en el club jugando la Primera B de Chile 2018 y nuevamente una copa internacional, la Copa Libertadores 2018 teniendo un primer semestre marcado por un rendimiento irregular.
Tras el final de la temporada 2020, su contrato con el decano no fue renovado. Quedó en calidad de agente libre varios meses, hasta que en septiembre del 2021 fue anunciado como nuevo jugador de San Luis de Quillota. En diciembre de 2022 fue anunciado como nuevo jugador de Rangers.

## Estadísticas

### Clubes
| Club                       | Div.          | Temporada     | Liga  | Liga  | Copas nacionales | Copas nacionales | Torneos internacionales | Torneos internacionales | Total | Total |
| Club                       | Div.          | Temporada     | Part. | Goles | Part.            | Goles            | Part.                   | Goles                   | Part. | Goles |
| -------------------------- | ------------- | ------------- | ----- | ----- | ---------------- | ---------------- | ----------------------- | ----------------------- | ----- | ----- |
| Tiro Federal Argentina     | 2.ª           | 2004          | 4     | 0     | —                | —                | —                       | —                       | 4     | 0     |
| Tiro Federal Argentina     | 1.ª           | 2005          | 14    | 0     | —                | —                | —                       | —                       | 14    | 0     |
| Tiro Federal Argentina     | 1.ª           | 2006-C        | 11    | 0     | —                | —                | —                       | —                       | 11    | 0     |
| Tiro Federal Argentina     | 2.ª           | 2006-A        | 2     | 0     | —                | —                | —                       | —                       | 2     | 0     |
| Tiro Federal Argentina     | 2.ª           | 2007          | 4     | 0     | —                | —                | —                       | —                       | 4     | 0     |
| Tiro Federal Argentina     | Total club    | Total club    | 35    | 0     | 0                | 0                | 0                       | 0                       | 35    | 0     |
| Atlético Tucumán Argentina | 3.ª           | 2007-08       | 31    | 0     | —                | —                | —                       | —                       | 31    | 0     |
| Atlético Tucumán Argentina | Total club    | Total club    | 31    | 0     | 0                | 0                | 0                       | 0                       | 31    | 0     |
| CD Tenerife · España       | 2.ª           | 2008-09       | 34    | 2     | 1                | 0                | —                       | —                       | 35    | 2     |
| CD Tenerife · España       | 1.ª           | 2009-10       | 23    | 1     | 2                | 0                | —                       | —                       | 25    | 1     |
| CD Tenerife · España       | 2.ª           | 2010-11       | 29    | 0     | 1                | 0                | —                       | —                       | 30    | 0     |
| CD Tenerife · España       | 3.ª           | 2011-12       | 2     | 0     | —                | —                | —                       | —                       | 2     | 0     |
| CD Tenerife · España       | Total club    | Total club    | 88    | 3     | 4                | 0                | 0                       | 0                       | 92    | 3     |
| Liga de Quito · Ecuador    | 1.ª           | 2012          | 28    | 0     | —                | —                | —                       | —                       | 28    | 0     |
| Liga de Quito · Ecuador    | Total club    | Total club    | 28    | 0     | 0                | 0                | 0                       | 0                       | 28    | 0     |
| Santiago Wanderers · Chile | 1.ª           | 2013          | 14    | 0     | —                | —                | —                       | —                       | 14    | 0     |
| Santiago Wanderers · Chile | 1.ª           | 2013-14       | 31    | 1     | 5                | 0                | —                       | —                       | 36    | 1     |
| Santiago Wanderers · Chile | 1.ª           | 2014-15       | 37    | 0     | 6                | 0                | —                       | —                       | 43    | 0     |
| Santiago Wanderers · Chile | 1.ª           | 2015-16       | 26    | 1     | 3                | 1                | 2                       | 0                       | 31    | 2     |
| Palestino · Chile          | 1.ª           | 2016-17       | 29    | 1     | 4                | 0                | 10                      | 0                       | 43    | 1     |
| Palestino · Chile          | Total club    | Total club    | 29    | 1     | 4                | 0                | 10                      | 0                       | 43    | 1     |
| Santiago Wanderers · Chile | 1.ª           | 2017          | 15    | 0     | 9                | 1                | —                       | —                       | 24    | 1     |
| Santiago Wanderers · Chile | 2.ª           | 2018          | 25    | 2     | 4                | 0                | 4                       | 0                       | 33    | 2     |
| Santiago Wanderers · Chile | 2.ª           | 2019          | 16    | 0     | 2                | 1                | —                       | —                       | 18    | 1     |
| Santiago Wanderers · Chile | 1.ª           | 2020          | 0     | 0     | 0                | 0                | 0                       | 0                       | 0     | 0     |
| Santiago Wanderers · Chile | Total club    | Total club    | 164   | 4     | 29               | 3                | 6                       | 0                       | 199   | 7     |
| Total carrera              | Total carrera | Total carrera | 375   | 8     | 37               | 3                | 16                      | 0                       | 428   | 11    |
| 1. 2. 3.                   |               |               |       |       |                  |                  |                         |                         |       |       |

### Resumen estadístico
| Competición                   | Partidos | Goles |
| ----------------------------- | -------- | ----- |
| Primera B Nacional            | 10       | 0     |
| Primera División de Argentina | 25       | 0     |
| Torneo Argentino A            | 31       | 0     |
| Segunda División de España    | 63       | 2     |
| Primera División de España    | 23       | 1     |
| Segunda División B de España  | 2        | 0     |
| Serie A de Ecuador            | 28       | 0     |
| Primera División de Chile     | 152      | 3     |
| Primera B de Chile            | 41       | 2     |
| Copa del Rey                  | 4        | 0     |
| Copa Chile                    | 32       | 3     |
| Supercopa de Chile            | 1        | 0     |
| Copa Sudamericana             | 12       | 0     |
| Copa Libertadores             | 4        | 0     |
| Total                         | 428      | 11    |

## Palmarés

### Títulos nacionales
| Título             | Club               | País      | Año     |
| ------------------ | ------------------ | --------- | ------- |
| Primera B          | Tiro Federal       | Argentina | 2004-A  |
| Torneo Argentino A | Atlético Tucumán   | Argentina | 2007-08 |
| Copa Chile         | Santiago Wanderers | Chile     | 2017    |
| Primera B          | Santiago Wanderers | Chile     | 2019    |

### Distinciones individuales
| Distinción                                 | Año  |
| ------------------------------------------ | ---- |
| Parte del Equipo Ideal de El Gráfico Chile | 2016 |
| Medalla Cruce de Los Andes                 | 2017 |